# Nord (Year of No Light)
Nord è il primo album in studio del gruppo musicale francese Year of No Light, pubblicato il 6 settembre 2006 dalla Radar Swarm.

## Descrizione
Il disco è l'ultimo inciso con il cantante e tastierista Julien Perez in formazione e si compone di dieci brani (undici nella versione vinile).
Nel 2007 Nord è stato distribuito nel mercato statunitense attraverso la Crucial Blast, mentre il 14 maggio 2012 è stata resa disponibile un'edizione deluxe comprensiva di un secondo CD che raccoglie tutti i brani realizzati gruppo tra il 2004 e il 2008 e originariamente inclusi nei vari split o raccolte.

## Accoglienza
| Recensione       | Giudizio |
| ---------------- | -------- |
| AllMusic         |          |
| Blabbermouth.net | 6/10     |

Ned Raggett di AllMusic ha elogiato l'album assegnando quattro stelle e mezzo su cinque, scrivendo che «brani come l'apertura Sélénite e il magnifico, pezzo centrale di Nord, Les mains de l'empereur, hanno la potenza immediata e facile di gruppi veterani, combinando riff memorabili con un'atmosfera epica»; il critico ha inoltre apprezzato il lavoro alla chitarra, assimilabili alle sonorità più pesanti dei Cure, e la prestazione vocale di Perez.
Keith Bergman di Blabbermouth.net ha invece offerto una recensione più mista su Nord, spiegando che pur trattandosi di un disco ben fatto «non porta nulla sul tavolo che li definisca personalmente. Metti un ago su questo disco in un punto casuale nel mezzo e sapresti immediatamente chi sono le loro influenze, ma non chi è questa particolare band».

## Tracce
1. Sélénite – 5:04
2. L'angoisse du veilleur de nuit d'autoroute les soirs d'alarme à accident – 3:02
3. Traversée – 9:00
4. Librium – 2:15
5. Les mains de l'empereur – 9:57
6. Tu as fait de moi un homme meilleur – 4:40
7. Somnambule – 8:37
8. Prosodia – 2:34
9. Par économie pendant la crise on éteint la lumière au bout du tunnel – 5:36
10. L'ofil dans le ciel – presente nell'edizione LP
11. La bouche de Vitus Bering – 7:40

CD bonus nella riedizione del 2012
1. Cimmeria – 4:25
2. Le rire mauvais des enfants sages – 1:09
3. Metanoia – 8:28
4. Ils te feront payer tes crimes en monnaie de cauchemar – 1:10
5. Adoration – 4:16
6. Qu'importe qu'ils me haïssent, pourvu qu'ils me craignent – 7:00
7. Disorder – 5:35 – originariamente interpretata dai Joy Division
8. Les mains de Nadja (with Nadja) – 7:05
9. Ils avaient des visages d'anges et des fusils automatiques – 3:34
10. The Golden Horn of the Moon (Studio Version with Fear Falls Burning) – 11:14
11. The Figurehead – 7:18 – originariamente interpretata dai Cure

## Formazione
Gruppo
- Julien Perez – voce, tastiera
- Jérôme Alban – chitarra
- Pierre Anouilh – chitarra
- Johan Sébenne – basso
- Bertrand Sébenne – batteria

Produzione
- Serge Morratel – registrazione, missaggio
- Alan Douches – mastering